# 心のすみか
『心のすみか』（こころのすみか）は、2001年1月24日に発売された谷山浩子の通算26作目のアルバムである。 

## 概要
1970年代から長年にわたり所属していたポニーキャニオンを離れ、ヤマハミュージックコミュニケーションズに移籍してから初となるオリジナルアルバムである。また21世紀に入ってから制作された最初の作品でもある。
「おもちゃ」は岩男潤子への提供曲。「さよならのかわりに」は由紀さおり・安田祥子姉妹への提供曲。
「仇」は、谷山が夢で見たものをそのまま歌にしたものであるという。

## 収録曲
1. 犬を捨てに行く
作詞・作曲：谷山浩子、編曲：石井AQ・谷山浩子
2. 雨になりたい
作詞・作曲：谷山浩子、編曲：石井AQ・谷山浩子
3. おもちゃ
作詞：谷山浩子、作曲：澤近泰輔、編曲：石井AQ・谷山浩子
4. ダイエット
作詞・作曲：谷山浩子、編曲：石井AQ・谷山浩子
5. さよならのかわりに
作詞・作曲：谷山浩子、編曲：石井AQ・谷山浩子
6. 仇
作詞・作曲：谷山浩子、編曲：石井AQ・谷山浩子
7. 空からマリカが
作詞・作曲：谷山浩子、編曲：石井AQ・谷山浩子
8. 雨上がりの天使
作詞・作曲：谷山浩子、編曲：石井AQ・谷山浩子
9. 夢
作詞・作曲：谷山浩子、編曲：石井AQ・谷山浩子
10. わたしじゃない月のわたし
作詞・作曲：谷山浩子、編曲：石井AQ・谷山浩子